# Gorło
Gorło (deutsch Gorlen, 1938 bis 1945 Aulacken) ist ein Dorf in der polnischen Woiwodschaft Ermland-Masuren und gehört zur Gmina Stare Juchy (Landgemeinde (Alt) Jucha, 1938 bis 1945 Fließdorf) im Powiat Ełcki (Kreis Lyck).

## Geographische Lage
Gorło liegt am Uloffke-See (polnisch Jezioro Ułówki) in der östlichen Woiwodschaft Ermland-Masuren, 15 Kilometer nordwestlich der Kreisstadt Ełk (deutsch Lyck).

## Geschichte
Die Gründung des Dorfes Gorlen erfolgte im Jahre 1475. 1874 wurde es in den neu errichteten Amtsbezirk Alt Jucha (1929 bis 1938 „Amtsbezirk Jucha“, 1939 bis 1945 „Amtsbezirk Fließdorf“, polnisch Stare Juchy) eingegliedert, der bis 1945 bestand und zum Kreis Lyck im Regierungsbezirk Gumbinnen (ab 1905: Regierungsbezirk Allenstein) in der preußischen Provinz Ostpreußen gehörte. Zwischen 1874 und 1945 war Gorlen auch in das Standesamt Jucha einbezogen.
Am 1. Dezember 1910 waren in Gorlen 257 Einwohner gemeldet, im Jahre 1933 waren es noch 232.
Aufgrund der Bestimmungen des Versailler Vertrags stimmte die Bevölkerung im Abstimmungsgebiet Allenstein, zu dem Gorlen gehörte, am 11. Juli 1920 über die weitere staatliche Zugehörigkeit zu Ostpreußen (und damit zu Deutschland) oder den Anschluss an Polen ab. In Gorlen stimmten 200 Einwohner für den Verbleib bei Ostpreußen, auf Polen entfielen keine Stimmen.
Am 3. Juni (amtlich bestätigt am 16. Juli) des Jahres 1938 erfolgte aus politisch-ideologischen Gründen der Abwehr fremdländisch klingender Ortsnamen die Umbenennung Gorlens in „Aulacken“. Die Einwohnerzahl indes verringerte sich bis 1939 auf 221.
In Folge des Zweiten Weltkrieges kam das Dorf 1945 mit dem gesamten südlichen Ostpreußen zu Polen und erhielt die polnische Namensform „Gorło“. Heute ist es Sitz eines Schulzenamtes (polnisch Sołectwo) und somit eine Ortschaft im Verbund der Landgemeinde Stare Juchy ((Alt) Jucha, 1929 bis 1938 Jucha, 1938 bis 1945 Fließdorf) im Powiat Ełcki (Kreis Lyck), bis 1998 der Woiwodschaft Suwałki, seither der Woiwodschaft Ermland-Masuren zugehörig.

## Religionen
Gorlen war bis 1945 in die evangelische Kirche Jucha in der Kirchenprovinz Ostpreußen der Kirche der Altpreußischen Union sowie in die römisch-katholische Kirche in Lyck (polnisch Ełk) im Bistum Ermland eingepfarrt.
Heute gehört Gorło zur katholischen Pfarrei Stare Juchy im Bistum Ełk der Römisch-katholischen Kirche in Polen. Die evangelischen Einwohner halten sich zur Kirchengemeinde in der Kreisstadt Ełk, einer Filialgemeinde der Pfarrei Pisz (deutsch Johannisburg) in der Diözese Masuren der Evangelisch-Augsburgischen Kirche in Polen.

## Verkehr
Gorło liegt südlich der Nebenstraße Stare Juchy–Zawady Ełckie und ist von dort aus über eine Stichstraße zu erreichen. Die nächste Bahnstation ist Stare Juchy und liegt an der Bahnstrecke Korsze–Białystok.